# Want Want China
Want Want China ist ein chinesisches Unternehmen mit Firmensitz in Shanghai. Es ist ein Tochterunternehmen der taiwanischen Gruppe Want Want.
Das Unternehmen wurde von dem Taiwaner Tsai Eng-Meng gegründet, der Präsident des Unternehmens ist. In der Produktion und dem Verkauf von Reiskuchen ist das Unternehmen Marktführer in der Volksrepublik China. Das Unternehmen ist als H-Share an der Börse Hongkong gelistet und Bestandteil des Hang Seng Index (Stand: 2012). 